# Andiparos (gmina)
Andiparos (gr. Δήμος Αντιπάρου, Dimos Andiparu) – gmina w Grecji, w administracji zdecentralizowanej Wyspy Egejskie, w regionie Wyspy Egejskie Południowe, w jednostce regionalnej Paros. W jej skład wchodzi między innymi wyspa Andiparos. Siedzibą gminy jest Andiparos. W 2011 roku liczyła 1211 mieszkańców.